# Rewari (huyện)
Huyện Rewari là một huyện thuộc bang Haryana, Ấn Độ. Thủ phủ huyện Rewari đóng ở Rewari. Huyện Rewari có diện tích 1559 ki lô mét vuông. Đến thời điểm năm 2001, huyện Rewari có dân số 764727 người.